# Demoskop
Demoskop AB är ett svenskt konsultföretag inom marknads- och samhällsinformation. Företaget grundades 1989 av Peje Emilsson och slogs 2019 samman med Inizio. Dess VD är Karin Nelsson.
Företagets väljarbarometer publiceras i Aftonbladet och Svenska Dagbladet. Opinionsundersökningar publiceras även i Omni och Kvartal. Bolaget ingår i koncernen Auronus.
Demoskop sista väljarbarometer innan valet 2022 var den mätning som kom närmast utfallet för riksdagsvalet 2022.